# 다미르 카흐리만
다미르 카흐리만(세르비아어: Дамир Кахриман, 1984년 9월 11일, 베오그라드)는 세르비아의 축구 선수로, 포지션은 골키퍼이다.
그는 2007년, 독일에서 열린 UEEA U-21 유럽축구선수권대회에서 세르비아 대표팀의 일원으로 출전했고, 이 대회에서 세르비아를 준우승으로 이끌어, 2007년 UEFA U-21 유럽축구선수권대회 베스트 11에 선정되기도 했다. 또한 2008년 하계 올림픽 본선 진출에도 기여하였다.